# Ruta de Rhode Island 98
La Ruta de Rhode Island 98, y abreviada R.I. 98 (en inglés: Rhode Island Route 98) es una carretera estatal estadounidense ubicada en el estado de Rhode Island. La carretera inicia en el Sur desde la  Ruta 100     en Glocester hacia el Norte en la  Ruta 98     en Uxbridge. La carretera tiene una longitud de 5,5 km (3.4 mi).

## Mantenimiento
Al igual que las autopistas interestatales, y las rutas federales y el resto de carreteras estatales, la Ruta de Rhode Island 98 es administrada y mantenida por el Departamento de Transporte de Rhode Island por sus siglas en inglés RIDOT.

## Cruces
La Ruta de Rhode Island 98 es atravesada principalmente por la  Ruta 107     en Harrisville.